# Lee Sang-ki
Lee Sang-ki (em hangul: 이상기; 5 de junho de 1966) é um ex-esgrimista sul-coreano de espada. Ele competiu em quatro edições dos Jogos Olímpicos de Verão, conquistando uma medalha de bronze em 2000.

## Carreira

### Jogos Olímpicos
Sang-ki participou de quatro edições dos Jogos Olímpicos: os Jogos de Seul (1988), Barcelona (1992), Atlanta (1996) e Sydney (2000). Nas quatro edições, ele se qualificou para os eventos individuais e por equipes; em sua estréia, em 1988, alcançou as semifinais sem dificuldades e se classificou para as rodadas finais. Apesar de ter vencido o alemão Thomas Gerull na primeira rodada, Sang-ki foi superado pelo austríaco Arno Strohmeyer e, posteriormente, desqualificou-se na repescagem com uma derrota para o neerlandês Stéphane Ganeff. Quatro anos depois, terminou a fase de grupos com quatro vitórias; contudo, terminou sendo derrotado por Kaido Kaaberma e voltou a ser eliminado na repescagem, desta vez pelo húngaro Krisztián Kulcsár. Em Atlanta, obteve seu pior desempenho sendo eliminada na primeira rodada, quando o alemão Elmar Borrmann venceu a partida por um toque. Já em Sydney, Sang-ki eliminou Marc-Konstantin Steifensand, Mauricio Rivas e o campeão olímpico Éric Srecki; contudo, perdeu a semifinal para o russo Pavel Kolobkov e conquistou o bronze sobre o suíço Marcel Fischer.
Já por equipes, a Coreia do Sul terminou na sétima colocação em 1988; na campanha, venceu a Espanha e perdeu para a Itália na primeira fase, qualificou-se até as quartas de final quando os coreanos foram eliminados pela Alemanha Ocidental. Quatro anos depois, o desempenho da equipe foi ruim, com duas derrotas para França e Suíça. Em Atlanta, os coreanos repetiram o desempenho ruim e perderam para os estadunidenses e canadenses. Já em Sydney, a Coreia do Sul chegou até as semifinais vencendo a Bielorrússia; contudo, com uma derrota para os italianos, terminou disputando o bronze, medalha que também perderam para os cubanos.